# 유비쿼터스 도시
유비쿼터스도시(약칭:U-City)는 도시의 경쟁력과 삶의 질 향상을 위하여 유비쿼터스 도시기술을 활용하여 건설된 유비쿼터스도시기반시설 등을 통하여 언제 어디서나 유비쿼터스도시서비스를 제공하는 도시를 말한다.
유비쿼터스도시에 관한 선행연구, 법령, 지침 등은 U-City 서비스, 인프라, 기술 측면에 치우쳐 있다. U-City 구현의 작은 단위인 U-City 정보의 생산·수집·가공·활용 각 단계에 따른 원활한 정보활용 및 U-City 정보와 관련한 자원의 중복 투자 방지 등을 위하여 U-City 정보의 관점에서 U-City 서비스, 인프라, 기술의 정의가 필요할 것이다.

## 개요

### 유비쿼터스도시서비스
법령의 정의에 따른 유비쿼터스도시서비스(U-City 서비스)는 유비쿼터스도시기반시설 등을 통하여 행정·교통·복지·환경·방재 등 도시의 주요기능별 정보를 수집한 후 그 정보 또는 이를 서로 연계하여 제공하는 서비스를 말한다.
- U-City 정보의 관점에서의 U-City 서비스는 U-City 정보의 조합된 형태의 구현을 의미함.[2]

### 유비쿼터스도시기술
법령의 정의에 따른 유비쿼터스도시기술(U-City 기술)은 유비쿼터스도시기반시설을 건설하여 유비쿼터스도시서비스를 제공하기 위한 건설·정보통신 융합기술과 정보통신기술을 말한다.
유비쿼터스도시기술은 유비쿼터스도시서비스를 제공하기 위한 기술로서 유비쿼터스도시기술은 먼저 유비쿼터스도시기반시설을 구축하고 운영하는데 활용되고 유비쿼터스도시기반시설을 통해서 유비쿼터스도시서비스의 제공, 즉 유비쿼터스도시서비스의 구축 및 운영에 사용된다.
유비쿼터스도시기술은 정보수집기술, 정보가공기술, 정보활용기술 그리고 기타기술로 구분한다.
1. 정보수집기술 : 유비쿼터스도시서비스 제공에 필요한 다양한 도시정보를 측정하고 전송하는 기술이다. 정보수집기술은 지능화된 공공시설을 구축하는 기술과 유선망, 무선망, 센서망 등 정보통신망을 구성하는 기술을 포함한다.
2. 정보가공기술 : 수집된 정보를 서비스 목적에 맞게 활용하기 위해서 최적의 형태로 변경 또는 처리하는 기술이다. 정보가공기술은 유비쿼터스도시 통합플랫폼 등 운영센터 구성기술을 포함한다.
3. 정보활용기술 : 가공된 정보를 시민, 공공기관, 서비스 이용자 등이 활용할 수 있도록 제공하는 기술이다.
4. 기타기술 : 안정적·경제적·지속적으로 유비쿼터스도시를 건설·운영하기 위해서 보조적으로 필요한 기술이다. 기타기술은 유비쿼터스도시기반시설 관리, 정보보안 기술, 에너지절감 기술, 수익모델 개발기술 등을 포함한다.

- U-City 정보의 관점에서의 U-City 기술은 U-City 정보의 구현과 전달체계의 효율성을 높이는 것을 의미함.[2]

### 유비쿼터스도시기반시설
법령의 정의에 따른 유비쿼터스도시기반시설(U-City 기술)은 건설·정보통신 융합기술을 적용하여 지능화된 시설, 초고속정보통신망·광대역통합정보통신망·유비쿼터스센사망, 도시통합운영센터를 말한다.
- U-City 정보의 관점에서의 U-City 인프라는 U-City 정보를 전달하기 위한 물리적 체계를 의미함.[2]